# Maria Carmela Colaneri
Maria Carmela Colaneri (geboren 10. Februar 1963 in Rom) ist eine italienische Medailleurin.

## Werdegang

Italienische Kursmünze zu 2 Euro (seit 2002)

Vatikanische Kursmünze zu 2 Euro (2006 bis 2013)

Vatikanische Kursmünze zu 1 Euro (2014 bis 2016)

Maria Carmela Colaneri besuchte die Scuola dell’Arte della Medaglia – Giuseppe Romagnoli des Istituto Poligrafico e Zecca dello Stato. Seit 1984 ist sie Graveurin am Istituto Poligrafico, das auch als staatliche Münzprägeanstalt fungiert, und gestaltete eine Vielzahl von Münzen und Medaillen. Große Bekanntheit erlangte ihr Entwurf der Bildseite der italienischen Euromünzen zu 2 Euro, mit dem Porträt Dante Alighieris nach einem Gemälde von Raffael. Für die italienische Münzprägeanstalt entwarf Colaneri auch Ausgaben der san-marinesischen und vatikanischen Euromünzen.

## Werke (Auswahl)
- Silbermünze zu 500 Lire zum Europäischen Jahr der Musik (1985);
- Silbermünze zu 500 Lire aus der Serie Flora e fauna da salvare (1992);
- Gedenkmünze zu 500 Lire auf Messing und Kupfer-Nickel zum 50. Jahrestag der Polizia Stradale (1997);
- Silbermünze zu 5000 Lire zum 300. Geburtstag von Giovanni Antonio Canal (1997);
- Bildseite der italienischen Kursmünze zu 2 Euro, mit dem Porträt Dante Alighieris (seit 2002);
- Goldmünzen San Marinos zu 20 Euro und 50 Euro zum 750. Geburtstag von Marco Polo (2004);
- Silbermünzen San Marinos zu 5 Euro und 10 Euro anlässlich der Olympischen Sommerspiele (2004);
- 2-Euro-Gedenkmünze zum Jahrestag der Unterzeichnung des Vertrages über eine Verfassung für Europa (2005);
- Bildseite der Euro-Kursmünzen der Vatikanstadt zu 10 Cent und 2 Euro mit dem Wappen des Camerlengo Eduardo Martínez Somalo (2005, Stich nach einem Entwurf von Daniela Longo);
- Goldmünzen San Marinos zu 20 Euro und 50 Euro zum Weltfriedenstag (2005);
- 2-Euro-Gedenkmünze anlässlich der XX. Olympischen Winterspiele in Turin (2006);
- 2-Euro-Gedenkmünze der Vatikanstadt zum 500. Jahrestag der Päpstlichen Schweizergarde (2006, Stich nach einem Entwurf von Orietta Rossi);
- Bildseite der Euro-Kursmünzen der Vatikanstadt zu 10 Cent und 2 Euro mit dem Porträt von Papst Benedikt XVI. (2006 bis 2013);
- 2-Euro-Gedenkmünze der Vatikanstadt zum 80. Geburtstag von Papst Benedikt XVI. (2007, Stich nach einem Entwurf von Daniela Longo);
- Goldmünzen San Marinos zu 2 Scudi und 5 Scudi zur Freundschaft zwischen San Marino und Japan (2007);
- 2-Euro-Gedenkmünze zum 60. Jahrestag der Allgemeinen Erklärung der Menschenrechte (2008);
- 2-Euro-Gedenkmünze zum 200. Geburtstag von Louis Braille (2009);
- 2-Euro-Gedenkmünze der Vatikanstadt zum Internationalen Jahr der Astronomie (2009, Stich nach einem Entwurf von Orietta Rossi);
- 2-Euro-Gedenkmünze der Vatikanstadt zum XXVI. Weltjugendtag (2011, Stich nach einem Entwurf von Orietta Rossi);
- 2-Euro-Gedenkmünze zum 100. Todestag von Giovanni Pascoli (2012);
- 2-Euro-Gedenkmünze zum 200. Geburtstag von Giuseppe Verdi (2013);
- 2-Euro-Gedenkmünze der Vatikanstadt aus Anlass der Sedisvakanz, mit den Insignien der Apostolischen Kammer und dem Wappen des Kardinalkämmerers Tarcisio Bertone (2013, nach einem Entwurf von Patrizio Daniele);
- Bildseite der Euro-Kursmünzen der Vatikanstadt zu 1 Euro und 2 Euro mit dem Porträt von Papst Franziskus (2014 bis 2016);
- 2-Euro-Gedenkmünze San Marinos zum 500. Todestag von Donato Bramante (2014);
- Bildseite der san-marinesischen Euro-Kursmünze zu 10 Cent, mit der Fassade der Kirche Chiesa di San Francesco (seit 2017);
- Silber-Gedenkmünze zu 5 Euro aus der Serie Italia delle Arti mit dem Motiv Ville Venete (2018);
- Silber-Gedenkmünze zu 10 Euro aus der Serie Europäische Sterne des Barock mit der Statue der heiligen Veronika von Francesco Mochi aus dem Petersdom (2018).